# Floridapanter
De floridapanter (Puma concolor couguar) is een met uitsterven bedreigde ondersoort van de poema die voorkomt in het zuiden van de staat Florida. Anders dan de naam doet vermoeden, betreft het geen panter, maar een ondersoort van de poema. 

## Taxonomie
De floridapanter werd in de 19e eeuw benoemd als ondersoort onder de naam Puma concolor coryi. Op basis van genetisch onderzoek werd dit bijgesteld en rekent met deze poema tot de meer algemene ondersoort Puma concolor couguar.

## Beschrijving
Volwassen dieren wegen tussen 33 en 82 kg waarbij mannetjes groter zijn dan wijfjes. De floridapanter is groot en slank en kan tot 180 cm lang worden. Met zijn gespierde poten kan hij tot vier meter hoog en tot 12 meter ver springen. De soort heeft een draagtijd van 91 dagen en een nestgrootte van drie à vier welpen. Hun voedsel bestaat voornamelijk uit herten en allerlei kleine zoogdieren, insecten en vissen. 

## Verspreiding
De floridapanter leeft voornamelijk in het uiterste zuiden van de staat van de Florida, ten zuiden van de rivier Caloosahatchee, in het nationaal park Everglades en het Big Cypress National Preserve. Dieren worden ook meer noordelijk gespot, tot occasioneel in het zuiden van de staat Georgia. Het gaat dan om jonge mannetjes op zoek naar een nieuw territorium. De wijfjes blijven dichter bij hun geboortegrond. Een dier heeft een territorium van ongeveer 500 km² nodig.

## Relatie met de mens
Door de jacht verdween de floridapanter uit zijn oorspronkelijk leefgebied dat de zuidoostelijke staten van de Verenigde Staten omvatte. Halfweg de jaren 1970 bleven minder dan 30 individuen over in het zuiden van Florida. Om problemen die waarschijnlijk door inteelt veroorzaakt werden tegen te gaan werden in 1995 acht poema's uit Texas naar Florida overgebracht. Na een veelbelovend begin stagneerde rond 2010 de groei van de populatie - zowel in aantal als in gezondheid. Naar schatting komen anno 2020 zo'n 200 exemplaren in het wild voor en de eerste tekenen van inteelt zijn alweer merkbaar.
Geschikte habitats in Florida worden schaarser door woning- en wegenbouw. Jaarlijks komen gemiddeld 25 dieren om in het verkeer.